# Эдман, Томми
Томас Хёнсу Эдман (англ. Thomas Hyunsu Edman; род. 9 мая 1995, Понтиак, Мичиган) — американский бейсболист, игрок второй базы и аутфилдер клуба Главной лиги бейсбола «Лос-Анджелес Доджерс».

## Биография
Томас Эдман родился 9 мая 1995 года в Сан-Диего в Калифорнии в семье Джона Эдмана и его супруги Морин, уроженки Южной Кореи. У него корейское среднее имя. В родном городе Эдман окончил старшую школу Ла-Холья Кантри Дей. В течение четырёх лет он играл на позиции шортстопа в школьной бейсбольной команде, был её капитаном, каждый год включался в состав символической сборной звёзд конференции. На момент выпуска ему принадлежали школьные рекорды по числу выбитых хитов, даблов, набранных ранов и украденных баз. Два года Эдман был игроком школьной команды по водному поло.

### Любительская карьера
После окончания школы Эдман поступил в Стэнфордский университет. В бейсбольном турнире NCAA он дебютировал в 2014 году, сыграл за команду в 58 матчах на местах шортстопа и игрока второй базы. Его показатель отбивания по итогам сезона составил 25,6 %, он выбил три хоум-рана и набрал восемнадцать RBI. В играх регионального плей-офф в Блумингтоне Эдман отбивал с эффективностью 41,7 % и был назван самым ценным игроком турнира. Летом 2014 года он стал победителем чемпионата студенческой лиги Новой Англии в составе клуба «Ньюпорт Галлс».
В сезоне 2015 года он сыграл 56 матчей и стал единственным игроком «Стэнфорда», выходившим в стартовом составе во всех играх. Эдман отбивал с показателем 29,6 %, стал лучшим в составе команды по количеству набранных RBI и выбитых даблов. В 2016 он сыграл во всех матчах на месте шортстопа и вошёл в сборную конференции Pac-12 по игре в защите. В течение двух лет Эдман входил в состав команды звёзд Pac-12, добившихся успехов в учёбе.

### Профессиональная карьера
На драфте Главной лиги бейсбола 2016 года Эдман был выбран клубом «Сент-Луис Кардиналс» в шестом раунде под общим 196 номером. В профессиональном бейсболе он дебютировал в составе «Стейт-Колледж Спайкс» из Лиги Нью-Йорк и Пенсильвании. Он стал лидером турнира по количеству заработанных уоков, вошёл в число пяти лучших по показателю занятия баз и числу украденных баз. По итогам сезона Эдман был включён в команду звёзд фарм-системы «Кардиналс». В сезоне 2017 года он выступал за клубы трёх уровней: «Пеорию Чифс», «Палм-Бич Кардиналс» и «Спрингфилд Кардиналс».
Во второй половине чемпионата 2018 года Эдмана перевели в клуб AAA-лиги «Мемфис Редбердс». В июне 2019 года он впервые был вызван в состав «Кардиналс», заменив травмированного Джедда Джерко. Несмотря на невысокий показатель занятия баз, он закрепился в команде и во второй половине сезона был одним из основных её игроков. В плей-офф Эдман сыграл в стартовом составе в семи матчах, выйдя с «Сент-Луисом» в Чемпионскую серию Национальной лиги. В сокращённом из-за пандемии COVID-19 сезоне 2020 года тренерский штаб задействовал его на четырёх разных позициях: на второй и третьей базах, шортстопа и аутфилдера. По ходу чемпионата Эдман изменил технику работы на бите, что негативно сказалось на его атакующей эффективности. Доля получаемых им страйкаутов выросла с 17,5 % до 21,2 %, увеличилось число граундболов, на невысоком уровне остался показатель сильных ударов.